# 邢家镇
邢家镇是中国山东省淄博市桓台县下辖的一个镇。

## 行政区划
邢家镇下辖邢家村、东营村、波扎店村、前诸村、后诸村、黄家村、宋家村、后许村、前许村、于家村、演马村、吉托村、田孟村、张茂村、白辛村、郭店村、莫王村、郇家村。